# 呼勒斯淖
呼勒斯淖，也作葫芦素淖尔，是一个位于中国内蒙古自治区鄂尔多斯市鄂托克前旗城川镇境内的一个盐湖，位于城川镇政府驻地西北约51千米、鄂托克前旗县城东南约41千米处的毛乌素沙地中，湖泊呈西北－东南方向延展的狭长形，面积1.0平方千米，平均水深0.2米。
2021年公布的鄂尔多斯市鄂托克前旗镇级、嘎查村级河（湖）长名录表中，呼勒斯淖的镇级湖长为城川镇镇党委委员、副镇长娜木恒，嘎查村级湖长为葫芦素淖日村村党支部书记、村委会主任张海飞。